# Gay City State Park
Gay City State Park umfasst das Gebiet des verlassenen, gleichnamigen Mühlendorfes aus dem 18. Jahrhundert. Der Park liegt auf dem Gebiet der Gemeinde Hebron, Connecticut. Die Überreste der ursprünglichen Gay City sind Wassergräben, Fundamente von Häusern und Steinmauern.

## Geographie
Der Park liegt an der Route 85, an der Grenze zur Gemeinde Bolton. Die 635 ha (1569 acre) sind dicht bewaldet und locken durch die aufgestauten Teiche, Bäche und Sumpfgebiete viele Wasservögel an. Weil der Park an den Meshomasic State Forest grenzt, ist er ein wichtiger Rückzugsort für viele Wildtiere. Der Blackledge River ist das wichtigste Gewässer des Parks.

## Geschichte
Der Name "Gay City" stammt von dem alten Mühldorf, das auf dem Parkgebiet gelegen war. Dieses wurde nach der Familie Gay benannt. Der Ort wurde 1796 durch Elijah Andrus besiedelt, der Anführer einer Sekte war. Unter seinem Nachfolger Rev. Henry P. Sumner wuchs der Ort zu einem Dorf mit ca. 25 Familien an, von denen die meisten zur Familie Gay gehörten. Sie sonderten sich von anderen Menschen ab. Errichtet wurde eine Sägemühle am Blackledge River und eine Wollmühle, die bis zum Krieg von 1812 recht erfolgreich arbeitete. 1830 brannte sie bis auf die Grundmauern nieder, was eine Abwanderung der Familien auslöste. Danach erlebte das Dorf noch einmal einen Aufschwung, als eine Papiermühle gebaut wurde, die aber nach dem Sezessionskrieg niederbrannte. Infolgedessen wurde das Dorf aufgegeben. In lokalen Legenden wird behauptet, dass das Gebiet von Spukerscheinungen heimgesucht wird.

## Freizeitmöglichkeiten
Freizeitmöglichkeiten umfassen Angeln und Schwimmen an einem großen Teich, der von Lifeguards überwacht wird. Dort befinden sich auch eine Reihe von Picknick-Tischen. Darüber hinaus gibt es Gelegenheiten zu Wandern, Mountainbike zu fahren, zu Reiten oder zum Skilaufen. Ein Weg verbindet das Gebiet von Gay City mit dem Blackledge Falls Park in Glastonbury. Weitere Routen führen durch den Meshomasic State Forest zur Birch Mountain Road in Glastonbury, wo es Anschlussmöglichkeiten zum Wanderwegsystem des Case Mountain gibt. Darüber hinaus gibt es ein Jugend-Camping-Gelände.